# Urbandale
Urbandale é uma cidade localizada no estado americano de Iowa, no Condado de Dallas e Condado de Polk.

## Demografia
Segundo o censo americano de 2010, a sua população era de 39 463 habitantes. Em 2019, foi estimada uma população de 44 379 habitantes.

## Geografia
De acordo com o Departamento do Censo dos Estados Unidos, Urbandale tem uma área de 56,82 km², dos quais 56,77 km² cobertos por terra e 0,05 km² cobertos por água.

## Localidades na vizinhança
O diagrama seguinte representa as localidades num raio de 8 km ao redor de Urbandale.